# أندي هنتر
أندي هنتر (بالإنجليزية: Andy Hunter)‏ هو ملحن بريطاني، ولد في 1974.

## وصلات خارجية
- الموقع الرسمي
- أندي هنتر على موقع IMDb (الإنجليزية)
- أندي هنتر على موقع ميوزك برينز (الإنجليزية)
- أندي هنتر على موقع ديسكوغز (الإنجليزية)